# Сервеєр-2
«Сервеєр-2» (англ. Surveyor 2 — «Топограф») — другий американський спускний апарат, запущений для здійснення м'якої посадки на Місяць в рамках місячної програми «Сервеєр» із запуску безпілотних апаратів з метою вивчення Місяця з його поверхні.
Апарат був запущений 20 вересня 1966 року з мису Кеннеді, штат Флорида, на борту ракети «Атлас-Центавр». Збій в роботі двигуна не дозволив здійснити корекцію польоту. 22 вересня о 9:35 UTC було втрачено контакт з космічним апаратом.

## Історія
3 лютого 1966 року «Луна-9» стала першим космічним апаратом, що досяг місячної поверхні з м'якою посадкою і передав фотографічні дані на Землю. Через кілька місяців «Сервеєр-1», запущений 30 травня 1966 року, приземлився в Океані Бур 2 червня 1966 року, і також передав фотографічні дані на Землю.
«Сервеєр-2» був другим із серії апаратів, призначених для м'якої посадки на Місяць і надсилання фотографій місячної поверхні для визначення характеристик місячного рельєфу при підготовці висадки на Місяць людей за програмою Аполлон. Крім передачі фотографій, Сервеєр-2 мав здійснити «підстрибування», щоб сфотографувати вигляд власного посадкового майданчика. Апарат мав обладнання для передачі даних щодо радіолокаційної відбивної здатності поверхні Місяця, несної здатності місячної поверхні і температури космічного апарата для аналізу місячних поверхневих температур.

## Конструкція

### Рама
Рама апарата мала базову трикутну форму з алюмінієвих труб, що спрощувало монтування науково-технічного обладнання. У кутах рами кріпились три відкидні посадкові ноги з амортизаторами і опорами. Під час запуску опори перебували складеними під обтічником. Опори і амортизаційні блоки, укріплені на кожній нозі, складались з алюмінієвих чарунок, за рахунок деформації яких поглиналася енергія посадкового удару. Опори розкладалися на 4,3 м від центру апарата. Апарат був висотою приблизно 3 м.

### Живлення
На вершині вертикальної щогли висотою понад один метр, розташованої в центрі трикутника, були сонячні батареї площею 0,855 м² з 792 фотоелементів, що створювали потужність до 85 Вт, додатково використовувались срібно-цинкові батареї.

### Зв'язок
До центру щогли кріпилась рухома плоска антена з високим коефіцієнтом підсилення, що передавала телевізійні зображення. Дві неспрямовані антени на кінцях розкладних щогл використовувались для передачі і прийому команд. Апарат мав два передавачі і два приймачі.

### Теплозахист
Теплозахист забезпечувався поєднанням білої фарби і оздобленням з високим коефіцієнтом тепловиділення, нанесеними на поліровану алюмінієву основу.

### Відсіки апаратури
На рамі у двох відсіках з контрольованою температурою розміщувалась електронна апаратура. Відсіки були вкриті потужною теплоізоляцією, крізь яку проходили теплові канали, також у відсіках були терморегулювачі і маленькі електричні нагрівачі. В одному відсіку, у якому підтримувалася температура від 5 до 50 °C, розміщувалось обладнання для зв'язку і контролю електропостачання. В іншому, у якому підтримувалася температура від −20 до 50 °C, розміщувалось обладнання для обробки сигналів.

### Інженерне обладнання
Телевізійна камера була змонтована близько біля вершини триніжка. У структуру були вставлені тензодатчики, температурні сенсори та інше інженерне обладнання.
Один фотометричний приціл було змонтовано біля кінця посадкової опори. одна коротка стріла розкладалася з центру структури.
Сонячний сенсор, датчик Канопуса і швидкі гіроскопи, що оберталися у кардановій підвісці, допомагали визначити орієнтацію апарата.

### Рух і орієнтація
Рух і орієнтація здійснювались за допомогою холодного азоту під час фази польоту. Твердопаливний двигун у формі сталевої кулі, змонтований у центрі апарата, використовувався при посадці. Три малі ракетні двигуни з керованою тягою використовувались під час корекції орбіти і посадки. Двигуни працювали на гідраті монометилгідразину (пальне) і суміші MON-10 (90 % диоксиду динітрогену (N2O2) і 10 % монооксиду азоту (NO)). Кожна камера згоряння мала тягу 130—460 Н, один двигун повертався для контролю крену. Паливо зберігалося у сферичних баках, прикріплених до рами апарата.

### Схема посадки
Висотомір вмикав головний ракетний двигун для початкового гальмування. Після закінчення роботи твердопаливного двигуна відокремлювались висотомір і двигун. Після цього вмикались доплерівський і висотомірний радари, що забезпечували інформацію для роботи автопілота, який контролював систему малих двигунів до посадки.

## Обладнання
Апарат мав телевізійну камеру для зйомок Місяця на ділянці підльоту і панорамну телевізійну камеру для отримання знімків після посадки на Місяць.

## Аварія
Посадку було заплановано в Затоці Центральній. Ракета-носій вивела апарат до місця, що відрізнялося від планового на 130 км, і траєкторію треба було скоректувати. Під час корекції курсу один коригувальний двигун не вдалося увімкнути, і внаслідок незбалансованої тяги апарат рухався до поверхні Місяця впродовж 54 годин. Спроби врятувати місію не мали успіху. 22 вересня о 9:35 UTC контакт з космічним апаратом було втрачено. 23 вересня 1966 о 3:18 UTC апарат розбився в околицях кратера Коперник (приблизно 5°30′ пн. ш. 12°00′ зх. д. / 5.5° пн. ш. 12° зх. д.). Маса апарата становила 292 кг, а швидкість при падінні — близько 2,6 км/с, що трохи більше місячної другої космічної швидкості (2,4 км/с). Це близько до швидкості падіння космічних апаратів «програми Рейнджер».

## Наслідки
Наступний радянський космічний апарат, «Космос-111», був запущений 1 березня 1966 року. Запуск закінчився невдало. «Сервеєр-3» здійснив м'яку посадку 20 квітня 1967 року в Морі Пізнаному і відправив на Землю 6315 телевізійних зображень. Усього відбулось сім запусків за програмою «Сервеєр»; з них п'ять були успішними. Польоти «Сервеєрів» -2 і -4 були невдалими.